# 後藤久美子
後藤久美子，出生于日本东京都杉並區，是一位日本演员。1995年與一級方程式法國名賽車手让·阿莱西同居，現育有四個孩子（其中一位孩子為阿萊西與前妻所生），住在瑞士日內瓦。畢業於多摩大學附属聖ヶ丘高等學校。
2017年她和長女海倫娜·阿萊西回流日本入行擔任模特兒，近日更復出藝能界，主演老牌導演山田洋次的新作《男人之苦》系列第50集。其長子朱利亞諾·阿萊西也是一位賽車手，日本雜誌《女性SEVEN》報導後藤返回日本，為了賺錢之外亦為兒子尋找在日本賽車壇發展的機會。

## 获奖
- 1986年第24届“黄金大奖” 新人奖
- 1987年日本新语.流行语大奖.流行语部门铜奖
- 1987年日本电影电视制片人协会新人奖
- 1987年第25届“黄金大奖” 话题奖
- 1988年第一届日刊运动报社电影大奖新人奖
- 1988年第12届日本学院奖最佳新人奖
- 1991年第14届日本学院奖最佳女配角奖

## 出演电影作品
- 《有你在的愛情故事》(1988 东映影业制作)
- 《玻璃里面的少女》(1988 东映影业制作)
- 第42集《寅次郎的故事》.我的舅舅(1989 松竹影业制作)
- 第43集《寅次郎的故事》.寅次郎的休日(1990 松竹影业制作)
- 第44集《寅次郎的故事》.寅次郎的告白(1991 松竹影业制作)
- 第45集《寅次郎的故事》.寅次郎的青春(1992 松竹影业制作)
- 《城市猎人》(1993 东宝影业制作)
- 《山丹的塔》(1995 东宝影业制作)
- 《在露营时见面吧!》(1995 东宝影业制作)
- 第48集《寅次郎的故事》.寅次郎红的花(1995 松竹影业制作)
- 第50集《寅次郎的故事》.欢迎归来(2019 松竹影业制作)

## 出演电视作品
- 1986年3月NHK《电视之国的ARIS》特集
- 1986年7月NHK《岳士君》续集
- 1986年9月CX《胆小的妈妈和爱恶作剧的天使》
- 1987年1月NHK《獨眼龍政宗》
- 1987年1月CX《西装裤上的洞》
- 1987年4月TBS《妈妈是偶像》
- 1987年8月CX《同班生13岁》
- 1988年1月CX《怀念的春天来了》
- 1988年1月TBS《痛快！逛马路》
- 1988年3月TBS《妈妈是偶像》完结篇
- 1988年4月NTV《风少女》
- 1988年10月NTV《女人们的百万石》
- 1989年4月TBS《痛快！逛马路》
- 1989年4月TBS《让爱情从你的眼神开始!》
- 1989年9月TBS《跨越大海之后》
- 1990年6月TBS《小踏板》
- 1990年7月NTV《火的用心》
- 1991年NHK《太平記》
- 1993年10月CX《没看到已经流泪》
- 1993年12月NTV《鹤姬传奇》
- 1994年4月NHK《企业病栋》
- 1994年10月ANB《谁比你的事情》

## 唱片
- 1987年3月18日《落泪》
- 1988年1月21日《察觉到初恋之后》
- 1988年2月21日《察觉到初恋之后.佐藤》
- 1988年12月1日《回忆宝盒 后藤久美子1986-1988》

## 写真集
- 《一见鍾情》（学研出版社）
- 《有你在的爱情故事》（近代电影出版社）
- 《后藤久美子之少女梦》（扶桑出版社）
- 《我有一个梦想》（朝日出版社）

## 书籍
- 1987年6月27日《后藤语录》
- 1987年12月1日《玻璃里面的少女》

## 杂志
- 1999年1月-12月ASCHET妇女画报社《25ANS~VANN 三冠王》